# Pelargonium pulverulentum
Pelargonium pulverulentum är en näveväxtart som beskrevs av Colv. och Robert Sweet. Pelargonium pulverulentum ingår i släktet pelargoner, och familjen näveväxter. Inga underarter finns listade i Catalogue of Life.